# Malvern (Pennsylvania)
Malvern è un comune (borough) degli Stati Uniti d'America, situato nello stato della Pennsylvania, nella contea di Chester.
Vi ha sede la The Vanguard Group, una delle più grandi compagnie di investimenti finanziari del mondo.